# Населення Бермудських Островів
Населення Бермудських Островів. Чисельність населення країни 2015 року становила 70,2 тис. осіб (204-те місце у світі). Чисельність остров'ян стабільно зменшується, народжуваність 2015 року становила 11,33 ‰ (174-те місце у світі), смертність — 8,23 ‰ (85-те місце у світі), природний приріст — 0,5 % (159-те місце у світі) . 

## Природний рух

### Відтворення
Народжуваність на Бермудських Островах, станом на 2015 рік, дорівнює 11,33 ‰ (174-те місце у світі). Коефіцієнт потенційної народжуваності 2015 року становив 1,95 дитини на одну жінку (130-те місце у світі).
Смертність на Бермудських Островах 2015 року становила 8,23 ‰ (85-те місце у світі).
Природний приріст населення в країні 2015 року становив 0,5 % (159-те місце у світі).

### Вікова структура

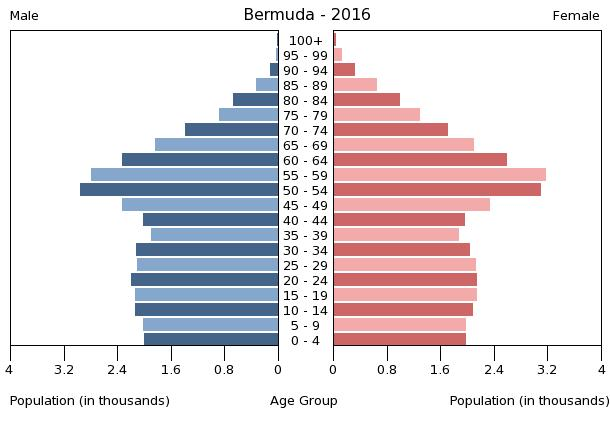
Віково-статева піраміда населення Бермудських Островів, 2016 рік

Середній вік населення Бермудських Островів становить 43,2 року (15-те місце у світі): для чоловіків — 41,4, для жінок — 45,1 року. Очікувана середня тривалість життя 2015 року становила 81,15 року (25-те місце у світі), для чоловіків — 77,94 року, для жінок — 84,42 року.
Вікова структура населення Бермудських Островів, станом на 2015 рік, виглядає таким чином:
- діти віком до 14 років — 17,31 % (6144 чоловіки, 6009 жінок);
- молодь віком 15—24 роки — 12,21 % (4302 чоловіки, 4269 жінок);
- дорослі віком 25—54 роки — 38,56 % (13 541 чоловік, 13 526 жінок);
- особи передпохилого віку (55—64 роки) — 15 % (4963 чоловіки, 5568 жінок);
- особи похилого віку (65 років і старіші) — 16,92 % (5002 чоловіки, 6871 жінка)[1].

### Шлюбність— розлучуваність
Коефіцієнт шлюбності, тобто кількість шлюбів на 1 тис. осіб за календарний рік, дорівнює 10,6; коефіцієнт розлучуваності — 2,7; індекс розлучуваності, тобто відношення шлюбів до розлучень за календарний рік — 25 (дані за 2009 рік).

## Розселення
Густота населення країни 2015 року становила 1240,1 особи/км² (9-те місце у світі). Населення країни розподілено відносно рівномірно.

### Урбанізація
Бермудські Острови надзвичайно урбанізована країна. Рівень урбанізованості становить 100 % населення країни (станом на 2015 рік), темпи зростання частки міського населення — 0,19 % (оцінка тренду за 2010—2015 роки).
Головні міста країни: Гамільтон (столиця) — 10,0 тис. осіб (дані за 2014 рік).

### Міграції
Річний рівень імміграції 2015 року становив 1,88 ‰ (53-тє місце у світі). Цей показник не враховує різниці між законними і незаконними мігрантами, між біженцями, трудовими мігрантами та іншими.

## Расово-етнічний склад
| Етнічний склад (2010 рік) | Етнічний склад (2010 рік) | Етнічний склад (2010 рік) | Етнічний склад (2010 рік) | Етнічний склад (2010 рік) |
| ------------------------- | ------------------------- | ------------------------- | ------------------------- | ------------------------- |
| Етнос:                    |                           |                           | Відсоток:                 |                           |
| темношкірі                | темношкірі                |                           | 53.8%                     | 53.8%                     |
| білі                      | білі                      |                           | 31%                       | 31%                       |
| мішаного походження       | мішаного походження       |                           | 7.5%                      | 7.5%                      |
| інші                      | інші                      |                           | 7.7%                      | 7.7%                      |

Головні етноси країни: темношкірі — 53,8 %, білі — 31 %, мішаного походження — 7,5 %, інші — 7,7 % населення (оціночні дані за 2010 рік).

## Мови
| Мови Бермудських Островів (2015 рік) | Мови Бермудських Островів (2015 рік) | Мови Бермудських Островів (2015 рік) | Мови Бермудських Островів (2015 рік) | Мови Бермудських Островів (2015 рік) |
| ------------------------------------ | ------------------------------------ | ------------------------------------ | ------------------------------------ | ------------------------------------ |
| Мова:                                |                                      |                                      | Відсоток:                            |                                      |
| англійська                           | англійська                           |                                      | %                                    | %                                    |
| португальська                        | португальська                        |                                      | %                                    | %                                    |

 Бермудські Острови
Офіційна мова: англійська. Інші поширені мови: португальська.

## Релігії
| Релігії на Бермудських Островах (2009 рік) | Релігії на Бермудських Островах (2009 рік) | Релігії на Бермудських Островах (2009 рік) | Релігії на Бермудських Островах (2009 рік) | Релігії на Бермудських Островах (2009 рік) |
| ------------------------------------------ | ------------------------------------------ | ------------------------------------------ | ------------------------------------------ | ------------------------------------------ |
| Віросповідання:                            |                                            |                                            | Відсоток:                                  |                                            |
| протестанти                                | протестанти                                |                                            | 46.2%                                      | 46.2%                                      |
| католики                                   | католики                                   |                                            | 14.5%                                      | 14.5%                                      |
| свідки Єгови                               | свідки Єгови                               |                                            | 1.3%                                       | 1.3%                                       |
| християни                                  | християни                                  |                                            | 9.1%                                       | 9.1%                                       |
| мусульмани                                 | мусульмани                                 |                                            | 1%                                         | 1%                                         |
| інші                                       | інші                                       |                                            | 3.9%                                       | 3.9%                                       |
| атеїсти                                    | атеїсти                                    |                                            | 17.8%                                      | 17.8%                                      |
| агностики                                  | агностики                                  |                                            | 6.2%                                       | 6.2%                                       |

Головні релігії й вірування, які сповідує, і конфесії та церковні організації, до яких відносить себе населення країни: протестантизм — 46,2 % (англіканство — 15,8 %, африканський методизм — 8,6 %, адвентизм — 6,7 %, п'ятидесятництво — 3,5 %, методизм — 2,7 %, пресвітеріанство — 2,0 %, Церква Бога — 1,6 %, баптизм — 1,2 %, Армія порятунку — 1,1 %, брати вільного духу — 1,0 %, інші — 2,0 %), римо-католицтво — 14,5 %, свідки Єгови — 1,3 %, інші течії християнства — 9,1 %, іслам — 1 %, інші — 3,9 %, не сповідують жодної — 17,8 %, не визначились — 6,2 % (станом на 2010 рік).

## Освіта
Рівень письменності 2015 року становив 99 % дорослого населення (віком від 15 років): 99 % — серед чоловіків, 99 % — серед жінок.
Державні витрати на освіту становлять 1,8 % ВВП країни, станом на 2014 рік (151-ше місце у світі). Бермудські Острови Середня тривалість освіти становить 12 років, для хлопців — до 11 років, для дівчат — до 12 років (станом на 2014 рік).

## Охорона здоров'я
Смертність немовлят до 1 року, станом на 2015 рік, становила 2,48 ‰ (219-те місце у світі); хлопчиків — 2,58 ‰, дівчаток — 2,37 ‰.

### Захворювання
Кількість хворих на СНІД невідома, дані про відсоток інфікованого населення в репродуктивному віці 15—49 років відсутні. Дані про кількість смертей від цієї хвороби за 2014 рік відсутні. 

#### Наркотики

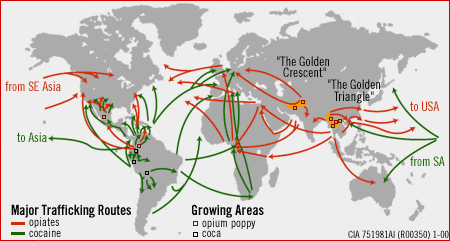
Світові маршрути наркотрафіку

## Соціально-економічне становище
За межею бідності 2008 року перебувало 11 % населення країни. Дані про розподіл доходів домогосподарств в країні відсутні.
Станом на 2016 рік, уся країна була електрифікована, усе населення країни мало доступ до електромереж. Рівень проникнення інтернет-технологій надзвичайно високий. Станом на липень 2015 року в країні налічувалось 69 тис. унікальних інтернет-користувачів (179-те місце у світі), що становило 98,3 % загальної кількості населення країни.

### Трудові ресурси
Загальні трудові ресурси 2014 року становили 33,49 тис. осіб (203-тє місце у світі). Зайнятість економічно активного населення у господарстві країни розподіляється таким чином: аграрне, лісове і рибне господарства — 2 %; промисловість і будівництво — 15 %; сфера послуг — 83 % (станом на 2013 рік). Безробіття 2014 року дорівнювало 9 % працездатного населення, 2013 року — 7 % (107-ме місце у світі); серед молоді у віці 15—24 років ця частка становила 35,7 %, серед юнаків — 34,8 %, серед дівчат — 36,5 %.

## Кримінал

### Торгівля людьми

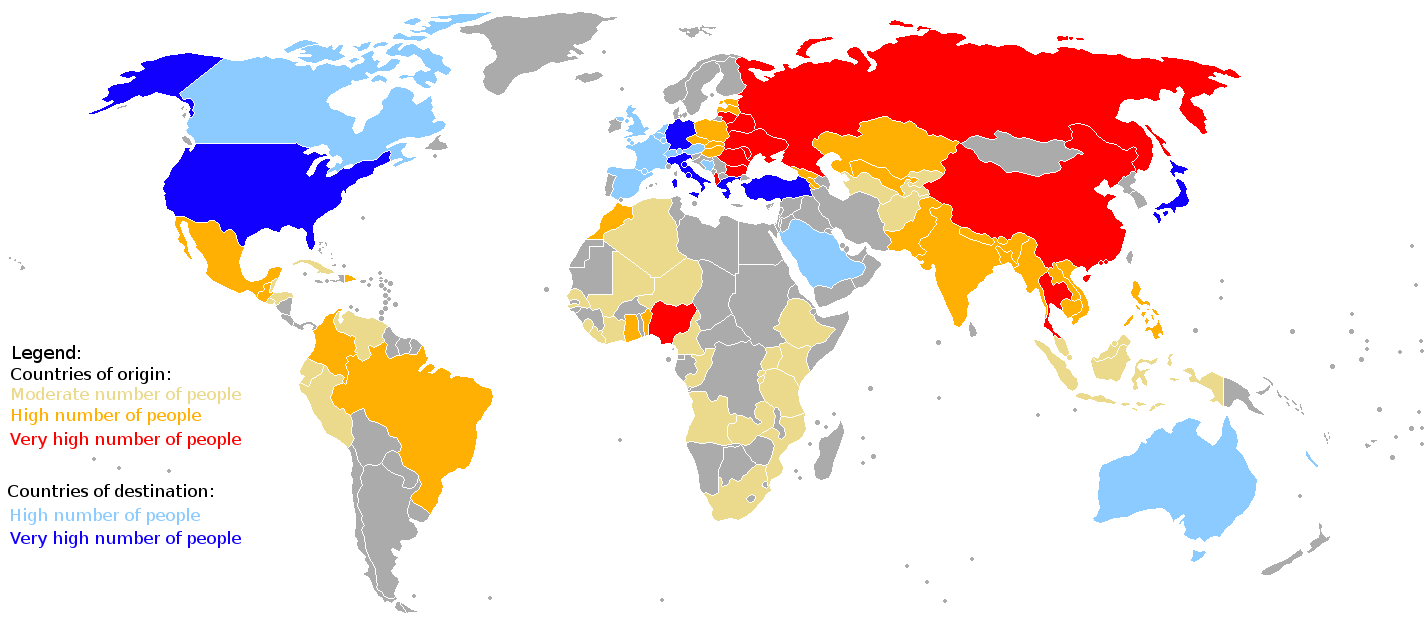
Країни-донори (червоний) і країни-реципієнти кримінальних потоків  (англ.)
Глобальна боротьба з торгівлею людьми (англ.)

## Гендерний стан
Статеве співвідношення (оцінка 2015 року):
- при народженні — 1,02 особи чоловічої статі на 1 особу жіночої;
- у віці до 14 років — 1,02 особи чоловічої статі на 1 особу жіночої;
- у віці 15—24 років — 1,01 особи чоловічої статі на 1 особу жіночої;
- у віці 25—54 років — 1 особи чоловічої статі на 1 особу жіночої;
- у віці 55—64 років — 0,89 особи чоловічої статі на 1 особу жіночої;
- у віці за 64 роки — 0,73 особи чоловічої статі на 1 особу жіночої;
- загалом — 0,94 особи чоловічої статі на 1 особу жіночої[1].

## Демографічні дослідження
Демографічні дослідження у країні ведуться рядом державних і наукових установ Великої Британії:

### Українською
- Атлас. 10—11 клас. Економічна і соціальна географія світу / упорядники :  О. Я. Скуратович, Н. І. Чанцева. — К. : ДНВП «Картографія», 2010. — ISBN 978-966-475-639-3.
- Атлас світу / голов. ред. І. С. Руденко ; зав. ред. В. В. Радченко ; відп. ред. О. В. Вакуленко. — К. : ДНВП «Картографія», 2005. — 336 с. — ISBN 9666315467.
- Безуглий В. В. Економічна і соціальна географія зарубіжних країн : Навчальний посібник. — К. : ВЦ «Академія», 2007. — 704 с. — ISBN 978-966-580-239-6.
- Безуглий В. В., Козинець С. В. Регіональна економічна і соціальна географія світу : Навчальний посібник. — видання 2-ге, доп., перероб. — К. : ВЦ «Академія», 2007. — 688 с. — ISBN 966-580-144-9.
- Головченко В. І., Кравчук О. Країнознавство: Азія, Африка, Латинська Америка, Австралія і Океанія. — К., 2006. — 335 с. — ISBN 966-8939-04-2.
- Гудзеляк І. І. Географія населення: Навчальний посібник / І. Гудзеляк. — Л. : Видавничий центр ЛНУ імені Івана Франка, 2008. — 232 с. — ISBN 978-966-613-599-8.
- Дахно І. І. Країни світу: Енциклопедичний довідник / І. І. Дахно, С. М. Тимофієв. — К. : Мапа, 2011. — 606 с. — (Бібліотека нового українця) — ISBN 978-966-8804-23-6.
- Дахно І. І. Економічна географія зарубіжних країн : навчальний посібник. — К. : Центр учбової літератури, 2014. — 319 с. — ISBN 978-611-01-0682-5.
- Джаман В. О. Регіональні системи розселення: демографічні аспекти. — Чернівці : Рута, 2003. — 392 с. — ISBN 9665685988.
- Дорошенко Л. С. Демографія: Навчальний посібник. — К. : МАУП, 2005. — 112 с. — ISBN 966-608-442-2.
- Дубович І. А. Країнознавчий словник-довідник. — 5-те вид., перероб. і доп. — К. : Знання, 2008. — 839 с. — ISBN 978-966-346-330-8.
- Економічна і соціальна географія країн світу. Навчальний посібник / За ред. Кузика С. П. — Л. : Світ, 2002. — 672 с. — ISBN 966-603-178-7.
- Загальна медична географія світу / В. О. Шевченко [та ін.] — К. : [б.в.], 1998. — 178 с.
- Книш М. М., Мамчур О. І. Регіональна економічна і соціальна географія світу (Латинська Америка та Карибські країни, Африка, Азія, Океанія) : навч. посіб. — Л. : ЛНУ ім. Івана Франка, 2013. — 368 с. — ISBN 978-617-10-0007-0.
- Крисаченко В. С. Динаміка населення: Популяційні, етнічні та глобальні виміри. — К. : Видавництво Національного інституту стратегічних досліджень, 2005. — 368 с. — ISBN 966-554-083-1.
- Кузик С. П., Книш М. М. Економічна і соціальна географія країн Америки : навч. посіб. — Л. : ЛНУ ім. Івана Франка, 1999. — 299 с. — ISBN 966-613-026-2.
- Любіцева О. О., Мезенцев К. В., Павлов С. В. Географія релігій. — К. : АртЕК, 1999. — 504 с. — ISBN 966-505-006-0.
- Масляк П. О. Країнознавство. — К. : Знання, 2007. — 292 с. — (Вища освіта XXI століття)
- Масляк П. О., Дахно І. І. Економічна і соціальна географія світу / П. О. Масляк, І. І. Дахно ; за ред. П. О. Масляка. — К. : Вежа, 2003. — 280 с. — ISBN 966-7091-53-8.

### Російською
- (рос.) Бермудские острова // Демографический энциклопедический словарь / главн. ред. Валентей Д. И. — М. : Советская энциклопедия, 1985. — 608 с.
- (рос.) Бермудские острова // Страны и народы. Америка. Общий обзор. Северная Америка / Редкол. : Ю. П. Аверкиева и др. — М. : «Мысль», 1980. — 301 с. — (Страны и народы) — 180 тис. прим.
- (рос.) Атлас народов мира / Отв. ред. С. И. Брук и В. С. Апенченко. — М. : ГУГК ГГК СССР и Институт этнографии им. Н. Н. Миклухо-Маклая АН СССР, 1964. — 185 с. — 20 тис. прим.
- (рос.) Численность и расселение народов мира. Этнографические очерки / под ред. С. И. Брука. — М. : Издательство АН СССР, 1962. — 487 с.
- (рос.) Лаппо Г. М. География городов: Учебное пособие для географических факультетов вузов. — М. : Туманит, изд. центр ВЛАДОС, 1997. — 476 с. — ISBN 5-691-00047-0.
- (рос.) Ягельский А. География населения. — М. : Прогресс, 1980. — 383 с.